# 韓國國際賽道
韓國國際賽道 ( 英語：Korean International Circuit；韓語：코리아 인터내셔널 서킷 ) 是一座位於韓國全羅南道靈巖郡的5.62公里長的賽道，位於首爾南部400公里遠，港口城市木浦市的隔壁。它為F1韓國大獎賽的賽道。
直至2015年，賽道僅舉辦了四屆韩国大奖赛賽事，賽道設施便被批评为失败，並被降级至举办参加人数不多的本地赛事。

## 外部連結
- 官方網站 （页面存档备份，存于）

1. ↑  . KAVO. Korea Auto Valley Operation.   [2010-10-24]. （原始内容存档于2011-07-22）.
2. ↑  . seoulkoreaasia.com. 2008  [2009-03-29]. （原始内容存档于2017-06-25）.
3. ↑  . rediff.com. 2008  [2009-03-29]. （原始内容存档于2018-07-04）.
4. ↑  Sang-hun, Choe. . The New York Times. February 16, 2015  [2022-04-02]. （原始内容存档于2022-06-16）.